# Пукса
Пукса — крупная река в Архангельской области Российской Федерации, левый приток реки Мехреньга. Непригодна для навигации. Пукса — сплавная река.
Устье — река Мехреньга в районе деревни Усть-Шорда.

## География
Река протекает через Пуксозеро.
В устевой части установлена плотина.
В бассейне реки располагалось два целлюлозных завода, наносивших существенный ущерб ихтиофауне. После закрытия заводов ихтиофауна восстановилась. В 2000 году в реке успешно прошёл нерест сиговых и в реку вселили молодь. Однако река остаётся по некоторым параметрам серьёзно загрязнённой. Содержание диоксинов в её донных отложениях достигает 14 ОБУВ.

## Населённые пункты (от истока к устью)
- Пуксоозеро
- Бархотное
- Якшина
- Подволочье
- Наволок
- Гусевское
- Плесо
- Понизовье
- Усть-Шорда

## Притоки (от истока к устью)
- Осиновка (правый)
- Куркручей (левый)
- Перечега (правый)
- Хима (правый)
- Пудчева (левый)

## Топографические карты
- Лист карты P-37-XI,XII Плесецк. Масштаб: 1 : 200 000. Указать дату выпуска/состояния местности.
- Лист карты P-37-XVII,XVIII Пуксоозеро. Масштаб: 1 : 200 000. Указать дату выпуска/состояния местности.